# Fiii Marei Ursoaice
Fiii Marei Ursoaice (titlul original: în germană Die Söhne der großen Bärin) este un film DEFA cu indieni, realizat în 1966 de regizorul Josef Mach, după seria de romane omonime ale scriitoarei Liselotte Welskopf-Henrich . Cu acest film a început cariera lui Gojko Mitić de „căpetenie de indieni-RDG”, alți protagoniști fiind actorii Jiří Vršťala și Rolf Römer.

## Conținut
Anul 1874, undeva în Dakota. Indianul Mattotaupa este ucis într-o cabană la un joc de cărți, de către albul numit Vulpea Roșie, deoarece nu vrea să dezvăluie locul unde a găsit pepitele de aur. Crima este văzută de către fiul său Tokei-ihto, care după ce a găsit câteva calupuri de dinamită, aruncă în aer cabana în care tatăl său a fost ucis și depozitul de muniție al fortului albilor, apoi dispare.
La doi ani după crimă, Tokei-ihto căpetenia „fiilor Marei Ursoaice” din tribul Dakota, este invitat la o conferință de pace la Fort Smith de locotenentul Roach. El suspectează o trădare a albilor și ar fi preferat să lupte împreună marea căpetenie Tashunka-witko împotriva lor, dar bătrânii au decis altfel. Acolo, însoțit de dușmanul său Fred Clark, zis Vulpea Roșie, suspiciunile sale sunt confirmate. Albii vor să-i alunge pe indieni de pe pământul lor garantat contractual, pentru că acolo s-a găsit aur. Tokei-ihto refuză ca tribul său să se muta într-o rezervație cu terenuri nefertile și este încarcerat. După ce luptătorii Dakota sunt învinși și strămutați, el este eliberat. Ceilalți din grupul său de origine și-au dat seama acum de greșeala lor și împreună cu Tokei-ihto, decid să se refugieze în Canada liberă. Albii organizează o urmărire cruntă a lor, iar în timp ce tribul trece granița, Tokei-ihto se confruntă cu Vulpea Roșie într-o luptă finală și îl învinge.

## Distribuție
- Gojko Mitić – Tokai-ihto
- Jiří Vršťala – Fred Clark, numit Red Fox (Vulpea Roșie)
- Rolf Römer – Tobias Wolfshäuptling
- Hans Hardt-Hardtloff – maiorul Samuel Smith
- Gerhard Rachold – locotenentul Roach
- Horst Jonischkan – Adams
- Jozef Majerčík – Tschetansapa
- Jozef Adamovič – Tschapa
- Milan Jablonský – Donner vom Berge (Tunetul Munților)
- Hannjo Hasse – Pitt
- Helmut Schreiber – Ben
- Rolf Ripperger – Joe
- Brigitte Krause – Jenny
- Karin Beewen – Cate Smith
- Ruth Kommerell – Tashina
- Kati Székely – Uinonah
- Zofia Słaboszowska – Mongschongschah
- Slobodanka Marković – Sitopanaki
- Hans Finohr – Hawandschita
- Adolf Peter Hoffmann – Mattotaupa
- Martin Tapák – Schonka
- Horst Kube – Thomas
- Walter E. Fuß – Theo
- Sepp Klose – Tashunka Witko
- Jozo Lepetić – Bill
- Herbert Dirmoser – Alter Rabe
- Willi Schrade – Tatokano
- Günter Schubert – Feldger
- Franz Bonnet – tatăl lui Tashunka Witkos
- Dietmar Richter-Reinick – locotenentul Warner
- Blanche Kommerell – Eenah
- Johannes Wieke – un civil
- Henry Hübchen – Hapedah

## Culise
Când în RDG a apărut ideea turnării unui western, nu s-a dorit să se copieze modelele americane de acest gen de filme, în care căutătorii de aur „lacomi” sau cowboy „dezlănțuiți” au fost prezentați ca eroi. Pentru a evita aceasta, s-a decis să fie prezentate fapte istorice și viața cotidiană indiană cât și riturile tribale, acestea având în film o pondere deosebită.
Cu primul film de acest gen, Fiii Marei Ursoaice și următoarele filme DEFA cu indieni, s-au făcut eforturi pentru a găsi o altă formă de portretizare a vieții indiene, probabil ca un pendant al filmelor bazate pe romanele lui Karl May, care au avut un mare succes la acea vreme. Actorul de origine sârbă Gojko Mitić, care a jucat anterior ca actor secundar în trei filme Karl May, a fost rapid angajat ca protagonist. Deși Mitić stăpânea bine limba germană, a fost dublat în toate filmele, datorită accentului său. Tânărul de 26 de ani pe atunci, practica mănuirea cailor în timpul filmărilor și ca fost cascador, efectua el însuși toate scenele de acțiune. Au urmat alte unsprezece filme clasice DEFA, care au fost realizate între 1965 și 1983 și care au avut un mare succes la public.
Turnarea diferitelor filme cu indieni au avut loc în studiourile de film DEFA din Potsdam-Babelsberg, iar filmările exterioare au fost realizate mai ales în Georgia și Iugoslavia, dar și în România și Mongolia.

## Literatură
- Welskopf-Henrich, Liselotte, Fii marei Ursoaice, tradus de Corvin Gruia, București, 1958: Editura Tineretului, p. 595